# Isaca falcata
Isaca falcata är en insektsart som beskrevs av Zhang och Webb 1996. Isaca falcata ingår i släktet Isaca och familjen dvärgstritar. Inga underarter finns listade i Catalogue of Life.